# Noordelijke Åggojåkka
Noordelijke Åggojåkka (Samisch: Alanen Åggojåkka) is een rivier annex beek, die stroomt in de Zweedse  gemeente Kiruna. De rivier ontstaat op de noordelijke hellingen van de bergen Noordelijke Åggoberg en de Zuidelijke Åggoberg. De rivier stroomt naar het zuidoosten en mondt uit in de Åggojåkka.
Afwatering: Noordelijke Åggojåkka →  Åggojåkka →  Lainiorivier → Torne → Botnische Golf